# A 4 App
A 4 App è il primo album live della cantautrice statunitense Anastacia, pubblicato in CD e formato digitale dalla Sony Music sulla piattaforma musicale PledgeMusic.

## Descrizione
A 4 App consiste in una raccolta di brani eseguiti live durante l'Ultimate Collection World Tour 2016; tali brani non sono stati scelti tra i maggiori successi dell'artista, ma si tratta di tracce mai pubblicate come singoli e B-side. Durante l'Ultimate Collection World Tour 2016, Anastacia chiese ai fan di indicarle quali brani sarebbe piaciuto loro sentire durante i concerti, oltre alle tracce già presenti in Ultimate Collection. Le canzoni vennero votate tramite l'App Anastacia 24 ore prima di ogni concerto. Ogni canzone risultata più popolare per serata fu inserita nella scaletta e registrata per l'album.
L'album contiene dieci tracce: Resurrection, Dark White Girl e Pendulum sono tracce originariamente presenti nell'album Resurrection del 2014; Overdue Goodbye proviene da Freak of Nature del 2001; Rearview e Time da Anastacia del 2004; In Your Eyes dalla raccolta Pieces of a Dream del 2005; Who's Gonna Stop the Rain da Not That Kind del 2000; The Saddest Part e Underground Army sono B-side rispettivamente dei singoli Welcome to My Truth e Heavy on My Heart del 2004.

## Tracce
1. Resurrection (recorded in Carpi) – 5:21 (Anastacia, Steve Diamond, John Fields)
2. Overdue Goodbye (recorded in Murcia) – 4:24 (Anastacia, Billy Mann)
3. Rearview (recorded in Ostuni) – 4:28 (Anastacia, Kara DioGuardi, John Shanks)
4. In Your Eyes (recorded in Ostuni) – 4:20 (Anastacia, Glen Ballard)
5. Dark White Girl (recorded in Taormina) – 3:50 (Anastacia, John Fields, Steve Diamond)
6. The Saddest Part (recorded in Schopfheim) – 4:17 (Anastacia, Kara DioGuardi, John Rzeznik)
7. Who's Gonna Stop The Rain (recorded in Dinslaken) – 5:07 (Evan Rogers, Carl Sturken)
8. Pendulum (recorded in Monte Urano) – 3:57 (Anastacia, Jamie Hartman)
9. Time (recorded in Verbania) – 3:47 (Anastacia, Dallas Austin, Glen Ballard)
10. Underground Army (recorded in Dinslaken) – 4:20 (Scott Cutler, Anne Preven)